# 消費者庁及び消費者委員会設置法
消費者庁及び消費者委員会設置法（しょうひしゃちょうおよびしょうひしゃいいんかいせっちほう、平成21年6月5日法律第48号）は、消費者庁、消費者委員会設置ならびに任務および所掌事務を定め、所掌する行政事務を遂行するために必要な組織を定めることに関する日本の法律である。
2009年（平成21年）6月5日に公布された。所管官庁は、消費者庁である。